# 布拉霍達特內 (哈爾科夫區)
49°58′37″N 36°27′3″E / 49.97694°N 36.45083°E
布拉霍達特內（烏克蘭語：Благодатне）是位於烏克蘭東部的村莊，由哈爾科夫州哈爾科夫區的維利希夫卡市鎮負責管轄。該村始建於1918年，面積0.51平方公里，海拔高度183米，2001年人口228，人口密度每平方公里447.1人。